# Синеспинный красноногий манакин
Синеспинный красноногий манакин (лат. Chiroxiphia pareola) — небольшая воробьиная птица, гнездящаяся в тропических лесах Южной Америки. Она обитает в южной Колумбии, восточной Венесуэле, Гвиане, северо-восточной Бразилии и Амазонской низменности, Боливии, Эквадора, Перу и Тобаго. Дизъюнктивная популяция обитает у прибрежной полосы юго-восточной Бразилии, около 3000 км. Синеспинный красноногий манакин отсутствует в северо-западной Амазонской низменности, области от центральной Венесуэлы до южной колумбийской границы.

## Среда обитания и особенности гнездования
Эта довольно распространенная птица встречается в сухих и влажных лиственных, но не тропических лесах. Птица строит на дереве гнездо, сделанное из веток, в которое откладываются два белых яйца с коричневыми пятнами и высиживаются полностью самкой в течение 20 дней.

## Описание
Как и другие манакиновые, синеспинный красноногий манакин — плотная, яркая лесная птица, как правило 13 см в длину и весом 19 грамм. Самцы, в основном, чёрные с ярко-синей спиной и бледно-оранжевыми ножками. Макушка, как правило, красная, но у подвида Chiroxiphia pareola regina с юго-западной Амазонки — жёлтая.
Самка имеет оливково-зелёную верхнюю часть туловища и несколько бледную, оливковую нижнюю часть. Молодые самцы оливковые, но как только они становятся взрослыми, у них появляются красная шапочка и голубое начало спины.
Подвид Chiroxiphia pareola regina, который является эндемиком острова Тобаго, крупнее и имеет более широкую красную макушку и голубоватую спину. Было высказано предположение, что он представляет собой отдельный вид, но на сегодняшний день этот факт не признаётся авторитетными специалистами.
Этот вид похож на острохвостого красноногого манакина, который гнездится севернее, от северной Венесуэлы до Коста-Рики, но последний имеет вытянутые центральные хвостовые перья, и у самцов несколько яркая синяя спина.

## Особенности токования, вокализация и рацион
Самец синеспинного красноногого манакина демонстрирует очаровательный брачный танец, необычный тем, что он совместный, а не конкурирующий. Двое самцов садятся рядом друг с другом на голую ветку и по очереди прыгают вверх вниз, издавая гудящий крик. Когда приближается самка, сидящая птица совершает сальто в обратном направлении под прыгающей птицей так, чтобы обе выполнили вертикальные круговые движения. Этот танец может исполняться группой до восьми птицы, на другой ветке каждой парой токующих самцов.
Помимо жужжащей брачной песни, синеспинный красноногий манакин имеет ряд других голосов, в том числе уии-уии-чап, который иногда издаётся синхронно двумя самцами.
Эти манакины питаются фруктами и насекомыми.